# L'Étang fleuri
L'Étang fleuri est un tableau réalisé par le peintre français Maurice Eliot en 1892. Cette huile sur toile est un paysage qui représente un étang bordé d'arbres, probablement celui de la propriété des grands-parents maternels de l'artiste à Épinay-sous-Sénart, dans ce qui est aujourd'hui l'Essonne, en région parisienne. Par sa composition laissant une grande place aux reflets de la végétation environnante sur la surface fleurie du plan d'eau, l'œuvre anticipe Les Nymphéas, la série entamée par Claude Monet plus tard dans la décennie 1890. Donnée en 1947 par Lucien Vollard, le frère du marchand d'art Ambroise Vollard, elle est depuis conservée au musée Léon-Dierx, à Saint-Denis de La Réunion.